# Karjasaari (ö i Kymmenedalen, lat 60,63, long 26,78)
Karjasaari är en ö i Finland.   Den ligger i kommunen Kotka i landskapet Kymmenedalen, i den södra delen av landet, 110 km nordost om huvudstaden Helsingfors.